# Liste der Straßen in Oberhausen-Sterkrade-Mitte
Die Liste der Straßen in Oberhausen-Sterkrade-Mitte beschreibt das Straßensystem im Oberhausener Stadtteil Sterkrade-Mitte (Stadtbezirk Sterkrade) mit den entsprechenden historischen Bezügen.

## Überblick
In Sterkrade-Mitte leben 8271 Einwohner (Stand: 31. Dezember 2012). Der Stadtteil bildet mit Königshardt, der Sterkrader Heide sowie einem Teil von Tackenberg den Postleitzahlenbezirk 46145.
Der Stadtteil wird – im Norden beginnend – im Uhrzeigersinn folgendermaßen begrenzt: Alsbach, Weseler Straße und Holtener Straße zu Alsfeld, Holtener Straße, Freitaler Platz, Teutoburger Straße und Elpenbach zu Tackenberg-West, Dinnendahlstraße zu Klosterhardt, Westerwaldstraße, Wanner Straße und Ritterstraße zu Osterfeld-Heide, ÖPNV-Trasse Oberhausen zu Buschhausen sowie Bahnstrecke Oberhausen–Wesel zur Schwarzen Heide.
In Sterkrade-Mitte gibt es 75 benannte Verkehrsflächen, darunter acht Plätze. Davon befinden sich acht Straßen nur teilweise im Stadtteil:

Die Weseler Straße und der Postweg führen weiter nach Alsfeld, die Holtener Straße bildet teilweise die Grenze zu diesem Stadtteil wie zu Tackenberg-West, in das die Dorstener Straße, die Anhalter Straße und die Dinnendahlstraße führen. Die Teutoburger Straße wird in Klosterhardt fortgesetzt, die Westerwaldstraße bildet die Grenze zu Osterfeld-Heide.
Sterkrade-Mitte wird durchquert von der Bundesautobahn 516, deren Abfahrt 2 „Oberhausen-Sterkrade“ im Stadtteil liegt.
Weiterhin verlaufen folgende Landesstraßen und Kreisstraßen in Sterkrade-Mitte:
- Landesstraße 155: (aus Alsfeld kommend) – Weseler Straße – Holtener Straße – L621/K15 – Holtener Straße – L287 – Freitaler Platz – L623 – Teutoburger Straße/Dreilinden – A516 – Teutoburger Straße – (weiter in Klosterhardt)
- Landesstraße 287: (aus der Schwarzen Heide kommend) – Ostrampe – Friedrichstraße – Eugen-zur-Nieden-Ring – Bahnhofstraße – Ende an der L155
- Landesstraße 287 in die Gegenrichtung: L155 – Großer Markt – Brandenburger Straße – Ostrampe – (weiter in der Schwarzen Heide)
- Landesstraße 623: (aus Tackenberg kommend) – L155 – Dorstener Straße – Ende an der A516
- Kreisstraße 4: Beginn an der L 155 – Vestische Straße – (weiter in Osterfeld-Heide)
- Kreisstraße 15: (aus Alsfeld als L621 kommend) – L155 – Postweg – Steinbrinkstraße – Verlauf auf der L287 – Steinbrinkstraße – (weiter in Osterfeld-Heide)

Einige Straßen sind Teil von Themengruppen. Hierzu gehören:
- Bezug zum Ackerbau: Ackerfeldstraße, Bodenstraße, Grundstraße
- Mittelgebirge und Höhenzüge (Benennung seit 1935): Baumberger Weg, Eifeler Straße, Odenwaldstraße, Teutoburger Straße, Westerwaldstraße
- Wanne-Eickel: Wanner Straße (zusätzlich Eickelstraße in Osterfeld-Heide)
- Stadtteile von Essen: Borbecker Straße (außerdem ehemalige Dellwigstraße)

Über Sterkrade verteilt finden sich viele Straßen mit folgenden Bezügen:
- deutsches Kaiserhaus (Benennung 1910 bis 1936): Augustastraße, Brandenburger Straße, Friedrichstraße, Potsdamer Straße, Wilhelmplatz, Wilhelmstraße (außerdem geplante, aber nie gebaute Viktoriastraße)
- Brandenburg: Brandenburger Straße, Potsdamer Straße (außerdem ehemalige Havelstraße und Spreestraße)
- Marine (Benennung 1929 bis 1937): Emdenstraße, Graf-Spee-Platz, Otto-Weddigen-Straße, Tirpitzstraße (außerdem ehemalige Admiral-von-Hipper-Straße)

## Übersicht der Straßen und Plätze
Die nachfolgende Tabelle gibt eine Übersicht über die vorhandenen Straßen, Wege und Plätze im Stadtteil sowie einige dazugehörige Informationen.
- Name: aktuelle Bezeichnung der Straße oder des Platzes.
- Länge/Maße in Metern:
- Die in der Übersicht enthaltenen Längenangaben sind gerundete Übersichtswerte, die in Google Earth mit dem dortigen Maßstab ermittelt wurden. Sie dienen Vergleichszwecken und werden, sofern amtliche Werte bekannt sind, ausgetauscht und gesondert gekennzeichnet.
 Bei Plätzen sind die Maße in der Form a × b angegeben.
- Der Zusatz im Stadtteil gibt an, dass die Länge die des Straßenabschnitts innerhalb von Sterkrade-Mitte ist, sofern die Straße in benachbarte Stadtteile weitergeführt wird.
- Der Zusatz ohne Stichstraßen gibt bei verzweigten Straßen die Länge der „Hauptstraße“ an.
- Der Zusatz (alle Straßenabschnitte zusammen) gibt an, dass die Straße so verwinkelt ist, dass keine „Hauptstraße“ besteht. Stattdessen wird die Länge aller Straßenabschnitte zusammengezählt.
- Herleitung: Ursprung oder Bezug des Namens
- Anmerkungen: zusätzliche Informationen
- Bild: Foto der Straße oder eines anliegenden Objekts

| Name                          | Länge/Maße (in Metern)                               | Herleitung | Datum der Benennung | Bemerkungen | Bild                                                                 |
| ----------------------------- | ---------------------------------------------------- | --- | ------------------- | --- | -------------------------------------------------------------------- |
| Ackerfeldstraße               | 400                                                  | Bezug zum Ackerbau                                                                                                  |                     | Die Ackerfeldstraße ist wie einige Straßen in der Umgebung mit Bezug auf die landwirtschaftliche Nutzung vor der Industrialisierung benannt. Bis 2016 befand sich hier ein Königsreichssaal der Zeugen Jehovas. Die Ackerfeldstraße zweigt westlich von der Steinbrinkstraße ab und führt Richtung Norden. Früher war sie mit der Kalkstraße in der Schwarzen Heide verbunden, ein Teil von ihr hieß damals Ozonstraße. | Ackerfeldstraße                                                      |
| Albrechtstraße                | 280                                                  | Prinz Albrecht von Preußen, 1837–1906, Generalfeldmarschall und Herzog von Braunschweig                             |                     | Prinz Albrecht war ein Herrenmeister des Johanniterordens und weihte 1895 das Johanniter-Krankenhaus ein. Daher wurde die ehemalige Mauerstraße 1933 nach ihm benannt, denn sie führt von der Dorstener zur Steinbrinkstraße, direkt an der Mauer des Johanniter-Krankenhauses vorbei. |                                                                      |
| An der Guten Hoffnung         | 260                                                  | Gutehoffnungshütte, ehem. Montanunternehmen                                                                         |                     | Die Straße An der Guten Hoffnung liegt (als Stichstraße zur Bahnhofstraße am Martha-Schneider-Bürger-Platz) in direkter Nähe zum ehemaligen Gelände der Gutehoffnungshütte. Sie führt am Technischen Rathaus und am Reinhold-Krohn-Park vorbei bis zum neuapostolischen Seniorenzentrum „Gute Hoffnung“. |                                                                      |
| Anhalter Straße               | 30 im Stadtteil                                      | Anhalt, ehem. deutsches Land                                                                                        |                     | Nur ein winziges Stück der größtenteils auf Tackenberger Gebiet liegenden Anhalter Straße, zwischen Teutoburger Straße und Dreilinden, gehört zu Sterkrade-Mitte. Vor dem Bau der Bundesautobahn 516 allerdings verlief sie bis zur Dorstener Straße. Die südliche Weiterführung bis zur Vestischen Straße ist heute der Vestischen Straße zugeordnet. |                                                                      |
| Arnold-Rademacher-Platz       | 80 × 20                                              | Arnold Rademacher, 1890–1970, Gewerkschaftler und Stadtverordneter                                                  |                     | Rademacher war ein Oberhausener Eisenbahngewerkschaftler und Stadtverordneter, der 1933 entlassen und unter den Nationalsozialisten mehrfach in Schutzhaft genommen wurde. Von 1945 bis 1955 war er Leiter der Verwaltungsstelle Sterkrade, von 1958 bis 1961 erneut Stadtverordneter in Oberhausen. Der Arnold-Rademacher-Platz liegt am Sterkrader Bahnhof zwischen Ostrampe, Friedrichstraße und Zur Post. |                                                                      |
| Augustastraße                 | 140                                                  | Augusta von Sachsen-Weimar-Eisenach, 1811–1890, Deutsche Kaiserin                                                   | 1910                | Die Augustastraße ist eine kleine Verbindung zwischen Postweg und Tirpitzstraße, direkt am Sophie-Scholl-Gymnasium. Zur Zeit der Planung befand sich auf diesem Gelände noch der katholische Friedhof am Postweg. Es sollten zwei Straßen gebaut werden, eine Verbindung nördlich des Friedhofs, die Augustastraße genannt werden sollte, und eine südlich des Friedhofs, die nach Augustas Nachfolgerin den Namen Viktoriastraße erhalten sollte. Es wurde jedoch nur die Augustastraße realisiert. |                                                                      |
| Bahnhofstraße                 | 900                                                  | Bahnhof Oberhausen-Sterkrade                                                                                        | 1934                | Die Bahnhofstraße verläuft vom 1856 eröffneten Bahnhof, nach dem sie benannt wurde, durch die Sterkrader Innenstadt, deren Haupteinkaufsstraße sie ist, bis zum Hallenbad Sterkrade an der Holtener Straße. Hier befinden sich der Kleine Markt sowie das Technische Rathaus Oberhausen. An ihrem Teilstück zwischen Eugen-zur-Nieden-Ring und Holtener Straße liegen die beiden Einkaufszentren Hirsch-Center und Sterkrader Tor. Früher war die Bahnhofstraße die wichtigste Ost-West-Verbindung in Sterkrade und trug den Namen Hüttenstraße, nach der Gutehoffnungshütte von 1782, durch deren Gelände sie führte. Ein Stück ist schon 1727 auf einer Karte unter dem Namen Kutze straadt (Kurze Straße) eingezeichnet. Seit 1934 trägt sie den Namen Bahnhofstraße, ihr nördlichster Abschnitt wurde 1966 als Am Hallenbad von ihr abgetrennt. | Bahnhofstraße                                                        |
| Baumberger Weg                | 210                                                  | Baumberge, Höhenzug im Münsterland                                                                                  |                     | Der Baumberger Weg ist eine Stichstraße zur Vestischen Straße im Osten von Sterkrade. Einige Straßen in der Umgebung sind nach Mittelgebirgen genannt, deswegen trägt vermutlich auch der Baumberger Weg seinen Namen. |                                                                      |
| Bodenstraße                   | 60                                                   | Bezug zum Ackerbau                                                                                                  |                     | Die Bodenstraße ist wie einige Straßen in der Umgebung mit Bezug auf die landwirtschaftliche Nutzung vor der Industrialisierung benannt. Sie ist eine kleine Stichstraße zur Ackerfeldstraße. |                                                                      |
| Borbecker Straße              | 350                                                  | Borbeck, Stadtteil von Essen                                                                                        |                     | Die Borbecker Straße, die von der Vestischen Straße westlich abzweigt und hinter der Hubertusstraße an der Bundesautobahn 516 endet, wurde mit der parallelen Eifeler Straße für die Siedlung der Gutehoffnungshütte angelegt. Sie ist nach dem heutigen Essener Stadtteil, der ehemaligen Bürgermeisterei Borbeck benannt, zu der der Kern der heutigen Stadt Oberhausen (der Stadtbezirk Alt-Oberhausen ohne seinen Süden) bis 1862 (bzw. der Osten bis 1915) zählte. Die parallele Eifeler Straße war bis 1936 als Dellwigstraße ebenfalls nach einem Essener Stadtteil benannt, der Gebiete an die Stadt Oberhausen (heutiger Stadtteil Borbeck) abgegeben hat. |                                                                      |
| Brandenburger Straße          | 350                                                  | Brandenburg, deutsches Land                                                                                         |                     | Sterkrade, das bis 1614 zum Herzogtum Cleve gehörte, war Teil von Brandenburg-Preußen. An die Stationen der Brandenburgischen Postlinien waren meist Herbergen angeschlossen, die oft den Namen „Zum Brandenburger“ trugen, so auch in Sterkrade. Von dieser Herberge, die später „Brandenburger Hof“ hieß, erhielt die Brandenburger Straße, die zur Sterkrader Umgehungsstraße gehört und vom Eugen-zur-Nieden-Ring bis zur Ostrampe führt, ihren Namen. | ehem. Brandenburger Hof an der Brandenburger Straße                  |
| Christinestraße               | 200                                                  | Christine, 1626–1689, Königin von Schweden                                                                          |                     | Die Christinestraße liegt in der Sterkrader Innenstadt zwischen Bahnhof- und Friedrichstraße. An der Hausnummer 23 befindet sich das geografische Zentrum von Oberhausen. | Christinestraße                                                      |
| Dinnendahlstraße              | 300                                                  | Franz Dinnendahl, 1775–1826, Pionier der Dampfmaschine                                                              | 1937                | Franz Dinnendahl erbaute die erste Dampfmaschine für den Bergbau (Zeche Vollmond in Bochum-Langendreer). Diese wurde in Zusammenarbeit mit den Oberhausener Industrieunternehmen St.-Anthony-Hütte (in Osterfeld nahe der Dinnendahlstraße) und Gutehoffnungshütte (in Sterkrade) hergestellt. Die Dinnendahlstraße bildet die Grenze zwischen den Stadtbezirken Sterkrade und Osterfeld, nur ihr südliches Teilstück zählt zu Sterkrade-Mitte. Bis 1937 hieß sie im Grenzbereich Teichstraße. |                                                                      |
| Dorstener Straße              | 1100 im Stadtteil                                    | Dorsten, Stadt im Münsterland                                                                                       |                     | Die Dorstener Straße beginnt an der Steinbrinkstraße/Bundesautobahn 516 und führt von Sterkrade über Osterfeld und Kirchhellen bis nach Dorsten, jedoch nicht durchgängig unter diesem Namen. Hier liegen die Feuerwache Sterkrade und das Einkaufszentrum Sterkrader Tor. Während preußischer Zeit war sie Teil der Provinzialchaussee Mülheim–Dorsten. Südlich von Am Hallenbad trug sie den Namen Münsterstraße, seit 1936 auf ganzer Länge Dorstener Straße. |                                                                      |
| Dreilinden                    | 350                                                  | Dreilinden, alte Gastwirtschaft                                                                                     | 1957                | Die ehemalige Gastwirtschaft „Dreilinden“ war nach drei großen Linden vor dem Gebäude benannt. Die Straße Dreilinden war bis 1957 Teil der Teutoburger Straße, zu der sie zwischen Dorstener und Vestischer Straße parallel verläuft. |                                                                      |
| Eichelkampstraße              | 300                                                  | Eichelkamp, ehem. Waldgebiet                                                                                        |                     | Der Eichelkamp war ein kleines Waldgebiet mit Eichen, der schon im 13. Jahrhundert als Besitz des Klosters Sterkrade erwähnt wurde. Die Eichelkampstraße ist eine der ältesten in Sterkrade und verbindet den Eugen-zur-Nieden-Ring mit der Holtener Straße. |                                                                      |
| Eifeler Straße                | 350                                                  | Eifel, Mittelgebirge in Nordrhein-Westfalen                                                                         | 1936                | Die Eifeler Straße, die als Verlängerung der Albrechtstraße hinter der Bundesautobahn 516 bis zur Vestischen Straße führt, wurde mit der parallelen Borbecker Straße für die Siedlung der Gutehoffnungshütte angelegt. Sie ist wie einige Straßen in der Umgebung nach einem Mittelgebirge benannt. Bis 1936 hieß sie Dellwigstraße. |                                                                      |
| Elly-Heuss-Knapp-Straße       | 450                                                  | Elly Heuss-Knapp, 1881–1952, Ehefrau von Theodor Heuss, deutsche Politikerin und Gründerin des Müttergenesungswerks |                     | Elisabeth Eleonore Heuss-Knapp, Ehefrau des ersten Bundespräsidenten, gründete 1950 das Müttergenesungswerk, in dessen Heimen jährlich ca. 49.000 Mütter an einer Maßnahme teilnehmen. Die nach ihr benannte Straße liegt in der 1968 eingeweihten Alteneinrichtung „Elly-Heuss-Knapp-Stiftung“, als Stichstraße zur Teutoburger Straße. |                                                                      |
| Emdenstraße                   | 130                                                  | Emden, Stadt in Ostfriesland                                                                                        | 1933                | Die Emdenstraße ist nach der ostfriesischen Hafenstadt benannt, mit der das Ruhrgebiet durch den Dortmund-Ems-Kanal verbunden ist. Da die Straße bis 1933 Baustraße hieß, folglich in der Zeit des Nationalsozialismus umbenannt wurde, besteht möglicherweise ein Bezug zur Oberhausener Marinekameradschaft, die früher in der Wirtschaft „Deutsches Haus“ an der Emdenstraße zusammenkam, mit dem Kriegsschiff Emden und seinen Vorgängerschiffen als Verbindung (siehe auch Otto-Weddigen-Straße). |                                                                      |
| Eugen-zur-Nieden-Ring         | 900                                                  | Eugen zur Nieden, 1873–1937, Bürgermeister von Sterkrade                                                            | 1995                | Dr. Eugen zur Nieden war von 1906 bis 1915 Bürgermeister der Gemeinde, seit 1913 Stadt Sterkrade. Der Eugen-zur-Nieden-Ring wurde 1995 gebaut, um eine innerstädtische Verkehrsberuhigung zu erreichen. Gemeinsam mit der Brandenburger Straße, der Ostrampe und der Friedrichstraße bildet er ein Rondell rund um die Innenstadt, die seitdem aus kleinen Nebenstraßen und Fußgängerzonen besteht. Der Eugen-zur-Nieden-Ring ist dabei die östliche Hälfte der gesamten Umgehungsstraße, beginnend als Fortführung der Friedrichstraße hinter der Steinbrinkstraße mit Ende am Großen Markt, wiederum an der Steinbrinkstraße. Die nördliche Hälfte des Rings hieß bis 1995 Havelstraße. |                                                                      |
| Finanzstraße                  | 170                                                  | ehemals Sitz mehrerer Geldinstitute                                                                                 |                     | Die Finanzstraße liegt in der Sterkrader Innenstadt, ihr Name weist auf mehrere Geldinstitute hin, die sich hier früher befanden, unter anderem die Sparkasse Sterkrade, in deren Gebäude sich heute die Stadtteilbücherei Sterkrade befindet. Die Finanzstraße verbindet Wilhelm- und Steinbrinkstraße, zwischen Ramge- und Steinbrinkstraße ist sie Fußgängerzone. Der westliche Teil zwischen Wilhelm- und Ramgestraße wurde auch erst später gebaut, als der weiter nördlich gelegene (so benannte) Zwischenweg zwischen diesen beiden Straßen durch das Kolpinghaus und die damalige Stadtsparkasse Sterkrade überbaut wurde. |                                                                      |
| Finkenweg                     | 190                                                  | Finken, Vogelgattung                                                                                                |                     | Wahrscheinlich aufgrund der Nähe zum Volkspark Sterkrade wurde der Finkenweg nach der Vogelgattung benannt. Er bildet eine Stichstraße zum Wilhelmplatz an der Friedrich-Ebert-Realschule. |                                                                      |
| Freitaler Platz               | 110 × 30                                             | Freital, sächsische Industriestadt und Oberhausener Partnerstadt                                                    |                     | Seit 1990 ist Freital in Sachsen eine Partnerstadt von Oberhausen. Die beiden Städte sind durch die Bedeutung der Stahlindustrie miteinander verbunden. Dementsprechend wurde der Platz direkt vor der ehemaligen Eisenhütte Gutehoffnungshütte, zwischen Bahnhof-, Holtener, Dorstener und Teutoburger Straße „Freitaler Platz“ genannt. |                                                                      |
| Friedrichstraße               | 400                                                  | Friedrich III., 1831–1888, Deutscher Kaiser                                                                         |                     | Friedrich III. war der einzige Sohn von Kaiser Wilhelm I., seit 1866 Oberbefehlshaber der 2. deutschen Armee und seit 1870 Feldmarschall. Er verstarb 1888, nach nur 99 Tagen Regentschaft als Kaiser von Deutschland. Die Friedrichstraße, die als Teil der Sterkrader Rings (siehe Eugen-zur-Nieden-Ring) von der Ostrampe bis zum Eugen-zur-Nieden-Ring führt, ist nach ihm benannt. | ehem. Rathaus Sterkrade an der Friedrichstraße                       |
| Gartenstraße                  | 350                                                  | Straße mit vielen Gärten                                                                                            |                     | Am südlichen Teil dieser Straße lagen früher viele Gärten, sowohl Hausgärten als auch Kleingärten Sterkrader Bürger. Diese wurden jedoch von der Gutehoffnungshütte überbaut, sodass nur noch der nördliche Straßenteil übriggeblieben ist, der sich in der Sterkrader Innenstadt befindet, an der Bahnhofstraße beginnt und knapp hinter der Friedrichstraße endet. |                                                                      |
| Gärtnerstraße                 | 90                                                   | ehem. Gärtnerei Tümmers                                                                                             | 1934                | Die Gärtnerstraße führt von der Sandbergstraße zur Vestischen Straße. Hier befand sich früher die Gärtnerei Tümmers. Bis 1934 hieß sie Hoffnungsstraße. |                                                                      |
| Großer Markt                  | 30 × 30                                              | Sterkrader Marktplatz, größer als der Kleine Markt                                                                  | 1904                | Der Große Markt ist der größere der beiden alten Marktplätze in Sterkrade, deswegen trägt er seinen Namen. Er liegt an der Kreuzung Steinbrink-/Brandenburger Straße/Eugen-zur-Nieden-Ring. 1687 wurde hier die erste Schule gegründet, seit 1870 hier Markt abgehalten. 1872 wurde die erste Propsteikirche errichtet, die 1945 zerstört wurde. 1953 wurde die heutige Propsteikirche St. Clemens gebaut. Bis 1904 trug der Platz den Namen Alter Markt. | Propsteikirche St. Clemens am Großen Markt                           |
| Grundstraße                   | 60                                                   | Bezug zum Ackerbau                                                                                                  |                     | Die Grundstraße ist wie einige Straßen in der Umgebung mit Bezug auf die landwirtschaftliche Nutzung vor der Industrialisierung benannt. Sie ist eine kleine Verbindung zwischen Ackerfeld- und Steinbrinkstraße. |                                                                      |
| Gymnasialstraße               | 180                                                  | Freiherr-vom-Stein-Gymnasium                                                                                        | 1945                | Die Gymnasialstraße verbindet Wilhelm- und Steinbrinkstraße, der an ihr liegende Platz wird auch „Gymnasialplatz“ genannt. Nördlich grenzt das Finanzamt Oberhausen-Nord an, westlich das namensgebende Freiherr-vom-Stein-Gymnasium, das 1910 gegründet wurde. Von 1934 bis 1945 hieß die Straße Schlageterplatz. | Freiherr-vom-Stein-Gymnasium an der Gymnasialstraße                  |
| Hans-Robertz-Weg              | 150                                                  | Hans Robertz, 1925–2005, Politiker                                                                                  |                     | Der Hans-Robertz-Weg führt westlich am Freiherr-vom-Stein-Gymnasium entlang zur Parkstraße, als Weg im Volkspark. |                                                                      |
| Hildegardstraße               | 250                                                  | Hildegard von Bingen, 1098–1179, Äbtissin und Heilige                                                               | 1935                | Wahrscheinlich aufgrund der Nähe zum katholischen Krankenhaus St. Clemens wurde die Verbindungsstraße zwischen Park- und Steinbrinkstraße nach der heiligen Hildegard benannt, von der medizinische und naturwissenschaftliche Kenntnisse stammen. Bis 1935 hieß die Straße Mariastraße. |                                                                      |
| Holtener Straße               | 1000                                                 | Holten, Stadtteil von Oberhausen                                                                                    |                     | Die Holtener Straße führt von Sterkrade aus (Beginn am Freitaler Platz als Fortsetzung der Teutoburger Straße) zusammen mit ihrer Fortführung Weseler Straße nach Holten, den nordwestlichen Oberhausener Stadtteil. Schon 1727 ist diese Straße auf einer Karte, wenngleich nicht unter diesem Namen, deutlich zu erkennen. |                                                                      |
| Holtkampstraße                | 200                                                  | Holtkamp, alter Kotten                                                                                              |                     | Die Holtkampstraße liegt in der Sterkrader Innenstadt, zwischen Wilhelmstraße und Ostrampe. |                                                                      |
| Hospitalstraße                | 120                                                  | St.-Josef-Hospital                                                                                                  |                     | Die kleine Hospitalstraße beginnt direkt gegenüber dem St.-Clemens-Hospital an der Robert-Koch-Straße und verbindet diese mit der Steinbrinkstraße. |                                                                      |
| Hubertusstraße                | 150                                                  | Hubertus Neifer, errichtete hier das erste Haus                                                                     |                     | Die Hubertusstraße verbindet Borbecker und Wanner Straße im Osten von Sterkrade. |                                                                      |
| Im Kreuzfeld                  | 100                                                  | „Kreuzfeld“, alte Flurbezeichnung                                                                                   |                     | Das Kreuzfeld war eines der acht Gebiete, in die Sterkrade nach einer 1837 aufgenommenen Karte (unter Leitung des Geometers Tjaben) aufgeteilt war. Es reichte vom Postweg im Norden bis etwa zur Weierstraße in der Schwarzen Heide und vom Sterkrader Wald im Norden bis zum ehemaligen Bachlauf „Marienbach“. Im Kreuzfeld ist eine kleine Verbindung zwischen Park- und Wilhelmstraße. |                                                                      |
| Jahnstraße                    | 160                                                  | Friedrich Ludwig Jahn, 1778–1852, „Turnvater“                                                                       |                     | Die Jahnstraße verbindet als Fortführung der Wanner Straße die Dorstener mit der Johanniterstraße. | Haus in der Jahnstraße                                               |
| Johanniterstraße              | 180                                                  | Johanniter-Krankenhaus Oberhausen                                                                                   |                     | Die Johanniterstraße liegt direkt am Johanniter-Krankenhaus, nach dem sie benannt ist. Es wurde 1895 von Prinz Albert von Preußen als 47. Krankenhaus des Johanniterordens eingeweiht. Die Straße führt von der Steinbrink- zur Dorstener Straße. | Johanniter-Krankenhaus an der Johanniterstraße (Ursprungsbau)        |
| Kantstraße                    | 20                                                   | Immanuel Kant, 1724–1804, deutscher Philosoph                                                                       | 1903                | Die Kantstraße ist eine winzige Verbindung zwischen Steinbrinkstraße und Kleinem Markt in der Sterkrader Innenstadt. Hier befand sich bis 1957 das Sterkrader Mädchenlyzeum. Bis 1903 hieß die Straße Verbindungsstraße. |                                                                      |
| Kellenbergstraße              | 450                                                  | „Kellenberg“, ehem. Bauernkotten                                                                                    |                     | Der Kellenbergkotten lag an der Dorstener Straße. Auf seinen Feldern (dem „Kellenbergskamp“) wurden später Teile der Gutehoffnungshütte errichtet. Die nach dem Bauernkotten benannte Kellenbergstraße liegt im östlichen Sterkrade und führt in einem Bogen parallel zur Bundesautobahn 516 von der Borbecker Straße zur Vestischen Straße. |                                                                      |
| Kleine Eichelkampstraße       | 70                                                   | kleine Seitenstraße der Eichelkampstraße                                                                            |                     | Die Kleine Eichelkampstraße ist eine Verbindung zwischen Eichelkamp- und Tirpitzstraße. |                                                                      |
| Kleiner Markt                 | 20 × 20                                              | Sterkrader Marktplatz, kleiner als der Große Markt                                                                  | 1904                | Der Kleine Markt war, seit es Sterkrade gibt, Mittelpunkt der Gemeinde. Er liegt in der Innenstadt zwischen Kant-, Bahnhof- und Klosterstraße. Bis 1870 wurde hier der Markt abgehalten, der dann auf den Großen Markt verlagert wurde. Von 1255 bis 1980 befand sich am Kleinen Markt eine Mühle, die Mechthild von Holten dem Kloster Sterkrade geschenkt hatte. Erst seit 1904 trägt der Kleine Markt diesen Namen, zuvor war er der Hüttenstraße zugeordnet, die heute Bahnhofstraße heißt. |                                                                      |
| Klosterstraße                 | 230                                                  | Kloster Sterkrade                                                                                                   | 1945                | Das Kloster Sterkrade war 1254 durch Reginvidis von Hillen als Frauenkloster gegründet worden. 1255 schenkte Mechthild von Holten dem Kloster das Patronatsrecht über die Kirche in Sterkrade. Seit 1271 gehörte es zum Zisterzienserorden. 1809 wurde es aufgehoben. 1898 bezogen Schwestern des Ordens von der göttlichen Vorsehung das alte Kloster. Der letzte Teil des Klostergebäudes musste 1969 abgerissen werden. Zwei Originalwappensteine sind in der Clemenskirche aufgehängt, die Schwestern zogen in einen Neubau um. Diesen verließ der Orden 2012. 2014 wurde das Kloster zum zweiten Mal wiederbelebt, diesmal durch die Medizinischen Schwestern St. Joseph. Die Klosterstraße liegt am alten Kloster als Verbindung vom Großen Markt zum Eugen-zur-Nieden-Ring, an der Clemenskirche und verschiedenen zur Kirche gehörenden Gebäuden entlang. Zwischen 1937 und 1945 hieß sie Admiral-von-Hipper-Straße.                                                                                               | Kloster Sterkrade an der Klosterstraße                               |
| Kolpingstraße                 | 180                                                  | Adolph Kolping, 1813–1856, deutscher Priester und Begründer des Kolpingwerks                                        | 1947                | Nach Adolph Kolping war das „Kolpinghaus“ benannt, das 1910 am heutigen Neumarkt errichtet und 1980 abgerissen wurde. In Bezugnahme darauf wurde die ehemalige Yorkstraße (vor 1934 Kanalstraße) in der Sterkrader Innenstadt 1947 „Kolpingstraße“ genannt. Sie führt von der Brandenburger Straße am Neumarkt zur Wilhelmstraße. |                                                                      |
| Martha-Schneider-Bürger-Platz | 50 × 30                                              | Martha Schneider-Bürger, 1903–2001, deutsche Ingenieurin                                                            | 2011                | Martha Schneider-Bürger war 1903 in Sterkrade geboren worden und war 1927 die erste Frau, die in Deutschland Bauingenieurin wurde. Bekannt wurde sie vor allem durch ihre Tabellen der Stahlprofile. Seit 2011 ist der neu gestaltete Platz zwischen Bahnhofstraße und Eugen-zur-Nieden-Ring vor dem Technischen Rathaus nach ihr benannt. | Technisches Rathaus am Martha-Schneider-Bürger-Platz                 |
| Muldenstraße                  | 70                                                   | flache Mulde |                     | Diese kleine Stichstraße zur Otto-Weddigen-Straße (früher Thalstraße, weil in einem flachen Tal gelegen) führt in eine flache Mulde und trägt daher ihren Namen. |                                                                      |
| Neumarkt                      | 80 × 80                                              | Sterkrader Marktplatz, jünger als Großer Markt und Kleiner Markt                                                    | 1939                | Der Neumarkt wurde 1939 errichtet, da der Große Markt zu klein für Schweinemärkte, Zirkusse und die Kirmes geworden war. Er liegt an der Kreuzung Brandenburger Straße/Kolpingstraße/Ostrampe. Da er der neueste der drei Marktplätze war, lag die Benennung nahe. Seit 1956 fand auch der Sterkrader Wochenmarkt auf dem Neumarkt statt, dieser zog 1996 wieder zurück zum Kleinen und Großen Markt. |                                                                      |
| Odenwaldstraße                | 350                                                  | Odenwald, Mittelgebirge in Süddeutschland                                                                           |                     | Einige Straßen in der Umgebung sind nach Mittelgebirgen benannt, so auch die Odenwaldstraße, die im Osten Sterkrades knieförmig von der Stemmer- zur Westerwaldstraße führt und in Osterfeld-Heide als Hüttestraße fortgeführt wird. |                                                                      |
| Oskarstraße                   | 140 im Stadtteil                                     | Oskar, männlicher Vorname                                                                                           |                     | Viele Straßen in der Umgebung sind nach Vornamen benannt, so auch die Oskarstraße, die an der Wilhelmstraße beginnt und nach Alsfeld führt, wo sie bogenförmig verläuft und am Postweg endet. |                                                                      |
| Ostrampe                      | 450                                                  | östliche Rampe zur Brücke über die Eisenbahnstrecke                                                                 | 1896                | Die Ostrampe ist eine 1896 angelegte rampenartig angelegte Straße zur Überquerung der Eisenbahnstrecke Oberhausen–Arnheim am Sterkrader Bahnhof. Sie führt vom Neumarkt an der Brandenburger Straße zum Zilianplatz am Sterkrader Bahnhof, an der Friedrichstraße. Ihr Gegenstück ist die Westrampe in der Schwarzen Heide. Zwischen den beiden liegt die 50-m-lange Sterkrader Bahnhofsbrücke, welche jedoch auf Karten meist nur als L287 bezeichnet ist. | Empfangsgebäude und Busbahnhof am Bahnhof Sterkrade, an der Ostrampe |
| Otto-Weddigen-Straße          | 350                                                  | Otto Weddigen, 1882–1915, deutscher Marineoffizier                                                                  | 1936                | Otto Weddigen war Kommandant der U-Boote U9 und U29; mit letzterem ging er 1915 unter. Auf Vorschlag des Sterkrader Marinevereins wurde die Verbindung zwischen Steinbrink- und Dorstener Straße 1936 nach Weddigen benannt, zur Zeit des Nationalsozialismus (siehe auch Emdenstraße). Zuvor trug sie den Namen Thalstraße. |                                                                      |
| Parkstraße                    | 400                                                  | Volkspark Sterkrade                                                                                                 | 1933                | Die Parkstraße führt parallel zur Wilhelmstraße vom Volkspark zum Neumarkt an der Brandenburger Straße. Bis 1933 hieß sie zwischen Hildegard- und Brandenburger Straße Bergstraße. |                                                                      |
| Postweg                       | 190 im Stadtteil                                     | alter Postweg | 1933                | Schon im 16. Jahrhundert befuhren kölnische, brandenburgische und später auch preußische Postkutschen diese Straße, die in ihrem Gesamtverlauf aus dem Rheinland nach Wesel und Münster führt. Der Postweg beginnt in Sterkrade an der Steinbrinkstraße, am Hagelkreuz, einem alten Wetterkreuz, zu dem bis heute alljährlich eine Prozession der katholischen Gemeinden führt. Der Postweg verläuft weiter nordostwärts durch Alsfeld in die Sterkrader Heide, ab der er als „Kirchhellener Straße“ fortgesetzt wird und bis nach Kirchhellen führt. Dort trägt er wieder den Namen „Alter Postweg“. In Sterkrade-Mitte hieß der Postweg früher (bis 1933) Friedhofstraße, nach dem katholischen Friedhof am Postweg, auf dessen Gelände heute das Sophie-Scholl-Gymnasium steht. | Hagelkreuz an der Kreuzung Postweg/Steinbrinkstraße                  |
| Potsdamer Straße              | 290                                                  | Potsdam, Hauptstadt von Brandenburg                                                                                 | 1934                | Potsdam war mit seinem Schloss Sanssouci die Residenzstadt der preußischen Könige und gilt als Sinnbild der preußisch-deutschen Geschichte. Die Potsdamer Straße beginnt am Wilhelmplatz, der nach dem preußischen König und ersten deutschen Kaiser Wilhelm benannt ist, und führt westwärts durch den Volkspark Sterkrade, entlang der Friedrich-Ebert-Realschule, bis zur Westhoffstraße. Heutzutage ist sie nur noch ein Parkweg, keine richtige Straße mehr. Bis 1934 trug sie den Namen Hanielstraße, zuvor hieß sie Schlachthofstraße. |                                                                      |
| Propst-Denkhoff-Weg           | 90                                                   | Theodor Denkhoff, 1904–1972, Propst in Sterkrade                                                                    |                     | Theodor Denkhoff war von 1954 bis zu seinem Tod Propst an der Clemenskirche in Sterkrade sowie Dechant von Sterkrade-Osterfeld. Von 1943 bis 1945 war er in Haft, da er Widerstand gegen den Nationalsozialismus leistete. Der nach ihm benannte Weg führt in der Sterkrader Innenstadt vom Eugen-zur-Nieden-Ring bis zur Klosterstraße, am Pfarrheim und Kindergarten von St. Clemens vorbei. |                                                                      |
| Ramgestraße                   | 220                                                  | Rudolf Ramge, 1894–1944, Lehrer und Politiker, leistete Widerstand gegen den Nationalsozialismus                    | 1946                | Rudolf Ramge war ein Gewerbeoberlehrer an der städtischen Berufsschule, von 1918 bis 1933 Stadtverordneter der SPD, Gewerkschaftsmitglied sowie Freimaurer. 1933 wurde er wegen seiner politischen Einstellung aus dem Schuldienst entfernt, 1944 ins KZ Sachsenhausen gebracht. Seitdem gilt Ramge als verschollen. Die Straße in der Sterkrader Innenstadt, die Brandenburger und Bahnhofstraße verbindet, hieß ursprünglich Grünstraße. Von 1929 bis 1936 trug sie den Namen Zur-Nieden-Straße, seit 1936 Immelmannstraße, nach einem Kampfflieger des Ersten Weltkriegs. Diese nationalsozialistisch gesinnte Benennung wurde 1946 wieder aufgehoben und die Straße erhielt ihren heutigen Namen. |                                                                      |
| Ritterstraße                  | 230                                                  | Carl Ritter, 1779–1859, deutscher Geograph                                                                          |                     | Die Ritterstraße führt von der Wanner Straße südwärts zur Richard-Wagner-Allee, die bereits zu Osterfeld-Heide gehört. |                                                                      |
| Robert-Koch-Straße            | 400                                                  | Robert Koch, 1843–1910, deutscher Arzt und Bakteriologe                                                             | 1935                | Die Robert-Koch-Straße ist in Bezug auf das nahegelegene katholische Krankenhaus St. Clemens nach dem Mediziner Koch benannt. Die Straße führt von der Brandenburger Straße nordwärts zur Gymnasialstraße. Bis 1935 hieß sie Josefstraße. |                                                                      |
| Sandbergstraße                | 90                                                   | Felder des Bauern Sandberg                                                                                          |                     | Hermann Höfken war ein Hofbesitzer, der „Sandberg“ genannt wurde und dem die Felder gehörten, durch die diese Straße angelegt wurde. Die Sandbergstraße verbindet Gärtner- und Eifeler Straße. |                                                                      |
| Schlackenbergstraße           | 150                                                  | ehem. Schlackenhalde                                                                                                |                     | Bis etwa 1900 hat die Gutehoffnungshütte im Bereich dieser Straße Schlacke und Gießereiabfälle gelagert. Dieses Material wurde in Sterkrade zum Straßenbau verwendet. Die Schlackenbergstraße ist eine kleine Verbindung zwischen Johanniter- und Otto-Weddigen-Straße. |                                                                      |
| Steinbrinkstraße              | 2000                                                 | „Steenbrink“, alte Katasterbezeichnung                                                                              |                     | Die Steinbrinkstraße trägt ihren Namen nach einer alten Katasterbezeichnung, die einen steinigen Hügel bezeichnet. Schon auf einer Karte von 1727 sind die Bezeichnungen „In den steenbrink“, „Op den steenbrink“ und „steen Brink“ eingetragen. Nach dieser Katasterbezeichnung ist auch die gleichnamige Grundschule benannt. Die Steinbrinkstraße durchquert Sterkrade-Mitte in Nord-Süd-Richtung, sie beginnt an der Weseler Straße, führt durch die Sterkrader Innenstadt und endet im Süden an der Dorstener Straße, hinter der sie in Osterfeld-Heide als Sterkrader Straße fortgesetzt wird. Hier befinden sich das Hagelkreuz (ein altes Wetterkreuz von 1802), das Sterkrader Rathaus von 1888, die Friedenskirche von 1852 sowie das Johanniterkrankenhaus von 1895. In der Sterkrader Innenstadt war die Steinbrinkstraße schon immer Teil des geschäftlichen Zentrums. Ein Teil der Straße trug früher den Namen Kurze Straße. Zwischen Bahnhof- und Holtener Straße trug sie bis 1936 den Namen Marktstraße. | Steinbrinkstraße · Friedenskirche an der Steinbrinkstraße            |
| Stemmerstraße                 | 240                                                  | führt auf den Stemmersberg                                                                                          |                     | Der Stemmersberg ist nach Hermann Stemmer, Besitzer des unterhalb der Anhöhe gelegenen Freitagshofes benannt. Sowohl die Siedlung Stemmersberg in Osterfeld als auch die Stemmerstraße, die auf diese Hochfläche führt, sind danach benannt. Die Stemmerstraße führt von der Teutoburger Straße südwärts bis zur Westerwaldstraße, hinter der sie in Osterfeld-Heide als Ziegelstraße fortgesetzt wird. |                                                                      |
| Teutoburger Straße            | 1000 im Stadtteil                                    | Teutoburger Wald, Mittelgebirge in Nordrhein-Westfalen                                                              | 1936                | Einige Straßen in der Gegend sind nach Mittelgebirgen benannt, so auch die Teutoburger Straße, die vom Freitaler Platz ostwärts durch Tackenberg bis nach Klosterhardt führt. Sie hieß bis 1936 Bottropstraße. |                                                                      |
| Tirpitzstraße                 | 400                                                  | Alfred von Tirpitz, 1849–1930, deutscher Großadmiral                                                                | 1936                | Tirpitz war ein Großadmiral der kaiserlichen Flotte, der sich im Ersten Weltkrieg für den uneingeschränkten U-Boot-Krieg einsetzte. Von 1914 bis 1928 war er zudem Reichstagsabgeordneter. Die ehemalige Alleestraße wurde während der Zeit des Nationalsozialismus nach ihm benannt. Sie verbindet den Großen Markt mit der Holtener Straße, weist allerdings nur eine Fußgängerverbindung zum Großen Markt auf. Auch ihr Teilstück am Sophie-Scholl-Gymnasium, zwischen Kleiner Eichelkampstraße und Augustastraße, ist eine Fußgängerzone. |                                                                      |
| Tonderner Straße              | 300                                                  | Tondern, ehem. deutsche Stadt                                                                                       | 1934                | Die Tonderner Straße führt als Fortsetzung der Gärtnerstraße hinter der Vestischen Straße bis zur Teutoburger Straße. Bis 1934 hieß sie Jacobistraße. |                                                                      |
| Turnerweg                     | 80                                                   | Stadion und Turnhalle des TC Sterkrade 69                                                                           |                     | Der Turnerweg führt von der Parkstraße in den Volkspark, entlang des Stadions und der Turnhalle, die 1927 errichtet wurden. |                                                                      |
| Vestische Straße              | 890 im Stadtteil und alle Straßenabschnitte zusammen | Vest Recklinghausen                                                                                                 | 1934                | Das Vest Recklinghausen war der mittelalterliche Gerichtsbezirk von Recklinghausen, der zum weltlichen Herrschaftsbereich der Erzbischöfe von Köln zählte. Auch Osterfeld gehörte dazu. Die Vestische Straße beginnt an Dreilinden (hier besteht aber nur eine Fußwegverbindung) und führt nach Osterfeld (und daher ins ehemalige Vest), daher trägt sie diesen Namen. Auch eine Verbindung zur Teutoburger Straße ist ihr zugeordnet. Bis 1934 trug sie den Namen Osterfelder Straße. |                                                                      |
| Wanner Straße                 | 550                                                  | Wanne, Stadtteil von Herne                                                                                          |                     | Im Osten von Sterkrade-Mitte liegt die Wanner Straße, in direkter Nähe (im Westen von Osterfeld-Heide) die Eickelstraße, die beide zusammen nach der ehemaligen Stadt Wanne-Eickel benannt sind. Die Wanner Straße führt als Verlängerung der Jahnstraße hinter der Bundesautobahn 516 bis zur Vestischen Straße. Zwischen Ritter- und Vestischer Straße bildet sie die Grenze zu Osterfeld-Heide. Bis 1933 trug der östliche Teil ab der Kniestraße den Namen Kohlestraße. |                                                                      |
| Weseler Straße                | 600 im Stadtteil                                     | Wesel, Stadt am Niederrhein                                                                                         | 1937                | Die Weseler Straße führt aus Sterkrade als Verlängerung der Holtener Straße in Richtung Niederrhein und ist daher nach der Stadt Wesel benannt. Sie verlässt Sterkrade in Richtung Alsfeld und Holten. 1910 hieß das Teilstück in der Sterkrader Mitte Weselstraße. 1937 wurde die Weselstraße mit der Emmerichstraße in Alsfeld und der Clever Straße in Holten zur Weseler Straße zusammengefasst. |                                                                      |
| Westerwaldstraße              | 720 im Stadtteil                                     | Westerwald, Mittelgebirge in Rheinland-Pfalz                                                                        | 1935                | Einige Straßen in der Umgebung sind nach Mittelgebirgen benannt, so auch die Westerwaldstraße, die von der Vestischen Straße nordostwärts nach Osterfeld-Heide führt. Sie bildet auch die Grenze zu diesem Stadtteil. Bis 1935 hieß sie Knappenstraße. |                                                                      |
| Wilhelmplatz                  | 70 × 20                                              | Wilhelm I., 1797–1888, erster Deutscher Kaiser                                                                      | 1936                | Der nach dem ersten deutschen Kaiser benannte Wilhelmplatz liegt direkt an der Wilhelmstraße, am Volkspark Sterkrade. Er trug bis 1936 den Namen Hindenburgplatz. | Polizeigebäude am Wilhelmplatz                                       |
| Wilhelmstraße                 | 1300                                                 | Wilhelm I., 1797–1888, erster Deutscher Kaiser                                                                      | 1936                | Die nach dem ersten deutschen Kaiser benannte Wilhelmstraße führt von der Weseler Straße südwärts und parallel zur Steinbrinkstraße bis zur Bahnhofstraße in der Sterkrader Innenstadt. Sie hieß bis 1936 Hindenburgstraße. Hier liegen das Freiherr-vom-Stein-Gymnasium, der Volkspark Sterkrade sowie das St.-Clemens-Hospital. |                                                                      |
| Zilianplatz                   | 100 × 30                                             | August Zilian, 1895–1944, leistete Widerstand gegen den Nationalsozialismus                                         | 1947                | August Zilian war ein Schlosser und Gewerkschafter, der versuchte, in Oberhausen eine Opposition gegen Hitler aufzubauen. Er war 1933 in Schutzhaft und bis 1937 von der Arbeitsvermittlung ausgeschlossen, danach wurde er für Notstandsarbeiten herangezogen. 1943 wurde er festgenommen, 1944 zum Tode verurteilt und in Dortmund hingerichtet. Der nach ihm benannte Platz liegt direkt am Sterkrader Bahnhof zwischen Ostrampe, Bahnhofstraße und Arnold-Rademacher-Platz. Ursprünglich hieß er Breitestraße, danach bis 1947 Graf-Spee-Platz. | Haus am Zilianplatz                                                  |
| Zur Gutehoffnungshütte        | 220                                                  | Gutehoffnungshütte, ehem. Oberhausener Montanunternehmen                                                            |                     | Die Gutehoffnungshütte war ein Stahlunternehmen aus Oberhausen, dessen Hauptwerk in Sterkrade lag und heute in verkleinerter Form in den MAN-Turbo-Werken aufgegangen ist. Die Straße Zur Gutehoffnungshütte führt mitten durch das ehemalige Industriegelände der Hütte zwischen Eugen-zur-Nieden-Ring und Dorstener Straße, auf dem heute unter anderem das Einkaufszentrum Sterkrader Tor entstanden ist. |                                                                      |
| Zur Post                      | 20                                                   | Postamt Sterkrade                                                                                                   |                     | Die kleine Straße Zur Post liegt an der Friedrichstraße, direkt am ehemaligen Postamt. |                                                                      |

## Liste nicht mehr vorhandener Straßen
Die Liste nicht mehr vorhandener Straßen führt einige, in der Übersicht erwähnte, vormalige oder gelöschte Straßennamen auf. Sie erhebt keinen Anspruch auf Vollständigkeit.
| Name                         | von       | bis       | umbenannt in (aktuell)  | Herleitung | Bemerkungen |
| ---------------------------- | --------- | --------- | ----------------------- | --- | --- |
| Admiral-von-Hipper-Straße    | 1937      | 1945      | → Klosterstraße         | Franz von Hipper, 1863–1932, deutscher Admiral                                                                            | Vor 1937 hieß die Straße bereits Klosterstraße. |
| Alleestraße                  |           | 1936      | → Tirpitzstraße         | | |
| Alter Markt                  |           | 1904      | → Großer Markt          | alter Marktplatz in Sterkrade                                                                                             | |
| Baustraße                    |           | 1933      | → Emdenstraße           | | |
| Bergstraße                   |           | 1933      | → Parkstraße            | | 1933 wurde die Bergstraße mit der nördlich der Hildegardstraße gelegenen Parkstraße zusammengefasst. |
| Bottropstraße                |           | 1936      | → Teutoburger Straße    | führt in Richtung Bottrop                                                                                                 | 1936 wurde die Bottropstraße mit der Osterfelder Breitestraße zur Teutoburger Straße zusammengeschlossen. |
| Braustraße                   |           | 1974      | eingezogen              | Brauerei Meininghaus | Die Braustraße lag zwischen alter und neuer Vestischer Straße, nahe Dreilinden. |
| Breitestraße                 |           | 1929      | → Zilianplatz           | | Nach 1929 hieß die Straße zunächst Graf-Spee-Platz. |
| Dellwigstraße                |           | 1936      | → Eifeler Straße        | Dellwig, Stadtteil von Essen                                                                                              | |
| Friedhofstraße               |           | 1933      | → Postweg               | ehem. katholischer Friedhof                                                                                               | 1933 wurde die Friedhofstraße mit der auf Alsfelder Gebiet gelegenen Poststraße zum Postweg zusammengefasst. |
| Graf-Spee-Platz              | 1929      | 1947      | → Zilianplatz           | Graf Maximilian von Spee, 1861–1914, deutscher Admiral                                                                    | Vor 1929 hieß der Platz Breitestraße. |
| Grünstraße                   |           | 1929      | → Ramgestraße           | | Nach 1929 hieß die Straße zunächst Zur-Nieden-Straße, nach 1936 zunächst Immelmannstraße. |
| Hanielstraße                 |           | 1934      | → Potsdamer Straße      | Haniel, Unternehmen und Unternehmerfamilie                                                                                | Ursprünglich hieß die Straße Schlachthofstraße. |
| Havelstraße                  |           | 1995      | → Eugen-zur-Nieden-Ring | Havel, Fluss in Nordostdeutschland                                                                                        | Es bestand vermutlich ein Bezug zur benachbarten Brandenburger Straße. Mit der Spreestraße war eine weitere Straße in der Nähe nach einem Fluss in Nordostdeutschland benannt. Beide Straßen wurden 1995 bei der Eröffnung des Sterkrader Innenstadtrings eingezogen. |
| Hindenburgplatz              |           | 1936      | → Wilhelmplatz          | Paul von Hindenburg, 1847–1934, deutscher Generalfeldmarschall und Reichspräsident                                        | |
| Hindenburgstraße             |           | 1936      | → Wilhelmstraße         | Paul von Hindenburg, 1847–1934, deutscher Generalfeldmarschall und Reichspräsident                                        | |
| Hoffnungsstraße              |           | 1950      | → Gärtnerstraße         | möglicherweise Bezug zur Gutehoffnungshütte                                                                               | Das westliche Teilstück der Hoffnungsstraße, westlich der Bundesautobahn 516, lag zwischen der Dorstener und der Steinbrinkstraße. Es wurde 1950 eingezogen. Das östliche Teilstück wurde bereits 1934 in „Gärtnerstraße“ umbenannt.                                  |
| Hüttenstraße                 | nach 1727 | 1934      | → Bahnhofstraße         | Gutehoffnungshütte, ehem. Montanunternehmen                                                                               | Nach 1934 wurde die Hüttenstraße mit der westlich der Steinbrinkstraße gelegenen Bahnhofstraße zusammengefasst. |
| Immelmannstraße              | 1936      | 1946      | → Ramgestraße           | Max Immelmann, 1890–1916, deutscher Jagdflieger im Ersten Weltkrieg                                                       | Ursprünglich hieß die Straße Grünstraße, seit 1929 Zur-Nieden-Straße. |
| Jacobistraße                 |           | 1934      | → Tonderner Straße      | Hugo Jacobi, 1834–1917, Industrieller aus Osterfeld                                                                       | |
| Josefstraße                  |           | 1935      | → Robert-Koch-Straße    | Bezug zum nahegelegenen St.-Josef-Hospital (heute St.-Clemens-Hospital)                                                   | |
| Kanalstraße                  |           | 1934      | → Kolpingstraße         | Hauptkanal Sterkrade | Die Kanalstraße liegt direkt über dem verrohrten Hauptkanal Sterkrade (ehem. Marienbach). Nach 1934 hieß sie zunächst Yorkstraße. |
| Knappenstraße                |           | 1935      | → Westerwaldstraße      | Knappe, Bezug zum Bergbau                                                                                                 | Die Knappenstraße lag in der 1900 bis 1910 errichteten Siedlung für Bergleute auf dem Stemmersberg. Daher wurde sie mit Bezug zum Bergbau benannt. |
| Kohlestraße                  |           | 1933      | → Wanner Straße         | | 1933 wurde die Kohlestraße der westlicher gelegenen Wanner Straße zugeordnet. |
| Kurze Straße                 |           |           | → Steinbrinkstraße      | kurze Straße | Die Kurze Straße lag zwischen Sterkrader Mitte und Klosterstraße. Später hieß dieser Straßenzug mit dem sich nördlich anschließenden zusammen Marktstraße. |
| Kutze Straadt (Kurze Straße) |           | nach 1727 | → Bahnhofstraße         | | Der Name Kutze Straadt ist auf einer Karte von 1727 für das Stück der heutigen Bahnhofstraße, das im ehemaligen Gelände der Gutehoffnungshütte liegt, eingetragen. Später hieß die Straße zwischen Steinbrink- und Dorstener Straße Hüttenstraße.                     |
| Mariastraße                  |           | 1935      | → Hildegardstraße       | Maria, Mutter des Jesus von Nazareth                                                                                      | In direkter Nähe gab es die nach dem katholischen St.-Josef-Hospital (heute St. Clemens) benannte Josefstraße, heute Robert-Koch-Straße. |
| Marktstraße                  |           | 1936      | → Steinbrinkstraße      | Sterkrader Wochenmarkt | Ursprünglich hieß ein Teil der Marktstraße Kurze Straße. 1936 wurde die Marktstraße der südlicher gelegenen Steinbrinkstraße zugeordnet. |
| Mauerstraße                  |           | 1933      | → Albrechtstraße        | Mauer des Johanniterkrankenhauses                                                                                         | |
| Münsterstraße                |           | 1936      | → Dorstener Straße      | Münster, Stadt in Westfalen                                                                                               | 1936 wurde die Münsterstraße mit der nördlich gelegenen Dorstener Straße zusammengefasst. |
| Osterfelder Straße           |           | 1934      | → Vestische Straße      | führt nach Osterfeld | |
| Ozonstraße                   |           |           | → Ackerfeldstraße       | Ozon, Bezug zur nahen Industrie                                                                                           | |
| Röntgenstraße                |           | nach 1945 | eingezogen              | | Die Röntgenstraße verlief von der Ecke Hospital-/Robert-Koch-Straße zur Ecke Hildegard-/Steinbrinkstraße. |
| Schlachthofstraße            |           |           | → Potsdamer Straße      | ehemals geplanter Schlachthof                                                                                             | Später hieß die Straße zunächst Hanielstraße. |
| Schlageterplatz              | 1934      | 1945      | → Gymnasialstraße       | Albert Leo Schlageter, 1894–1923, Märtyrerfigur der Nationalsozialisten (wurde 1923 während der Ruhrbesetzung erschossen) | Vor 1934 hieß die Straße bereits Gymnasialstraße. |
| Spreestraße                  |           | 1995      | eingezogen              | Spree, Fluss in Nordostdeutschland                                                                                        | Die Spreestraße verlief zwischen Kloster- und Bahnhofstraße. In der Nähe war mit der Havelstraße eine weitere Straße nach einem Fluss in Nordostdeutschland benannt. Beide Straßen fielen 1995 beim Bau des Sterkrader Innenstadtrings weg.                           |
| Teichstraße                  |           | 1937      | → Dinnendahlstraße      | ehem. Teich des Elpenbachs im Bronkhorstfeld                                                                              | Die Teichstraße wurde 1937 mit der in Tackenberg gelegenen Heinrichstraße zur Dinnendahlstraße zusammengefasst. |
| Thalstraße                   |           | 1936      | → Otto-Weddigen-Straße  | leichte Senke, in die die Straße führt                                                                                    | |
| Verbindungsstraße            |           | 1903      | → Kantstraße            | Verbindung zwischen Kleinem Markt und Steinbrinkstraße                                                                    | |
| Weselstraße                  |           | 1937      | → Weseler Straße        | Wesel, Stadt am Niederrhein                                                                                               | 1937 wurde die Weselstraße mit den nördlicher gelegenen Straßen Emmerichstraße und Clever Straße zur Weseler Straße zusammengefasst. |
| Yorkstraße                   | 1934      | 1945      | → Kolpingstraße         | Ludwig Yorck von Wartenburg, 1759–1830, General während den Befreiungskriegen                                             | Vor 1934 hieß die Straße Kanalstraße. |
| Zur-Nieden-Straße            | 1929      | 1936      | → Ramgestraße           | Eugen zur Nieden, 1873–1937, Bürgermeister von Sterkrade                                                                  | Vor 1929 hieß die Straße Grünstraße, nach 1936 zunächst Immelmannstraße. |
| Zwischenweg                  |           | 1915      | eingezogen              | kurze Verbindung zwischen zwei Straßen                                                                                    | Der Zwischenweg lag zwischen heutiger Ramge- und Wilhelmstraße, knapp nördlich der Kolpingstraße. |